# Coccophagus mariformis
Coccophagus mariformis är en stekelart som beskrevs av Compere 1931. Coccophagus mariformis ingår i släktet Coccophagus och familjen växtlussteklar. Inga underarter finns listade i Catalogue of Life.